# Dipartimenti del Camerun

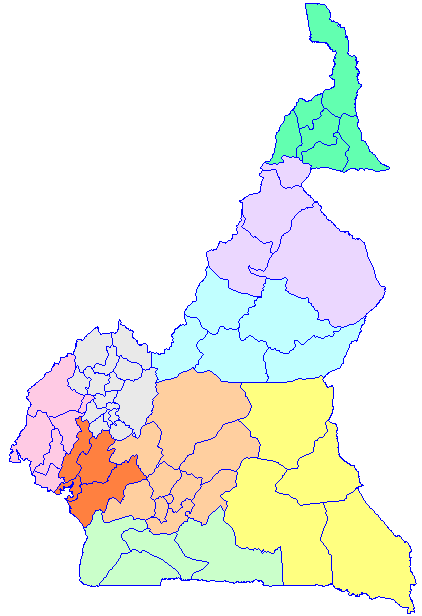
Dipartimenti del Camerun

I dipartimenti del Camerun rappresentano la suddivisione amministrativa di secondo livello del Paese, dopo le regioni e ammontano a 58; ciascuno di essi si suddivide a sua volta in comuni o in arrondissement.
I dipartimenti sono amministrati da un prefetto.
Il dipartimento più popolato è quello di Wouri che conta 1.514.978 abitanti, mentre quello meno popolato è il dipartimento di Méfou e Akono, che conta 57.051 abitanti. 
Il dipartimento più esteso è quello di Mayo-Rey, che copre un'area di 36.529 km², mentre quello meno esteso è il dipartimento di Mfoundi, quello dove si trova la capitale Yaoundé, che copre un'area di 297 km².

## Lista

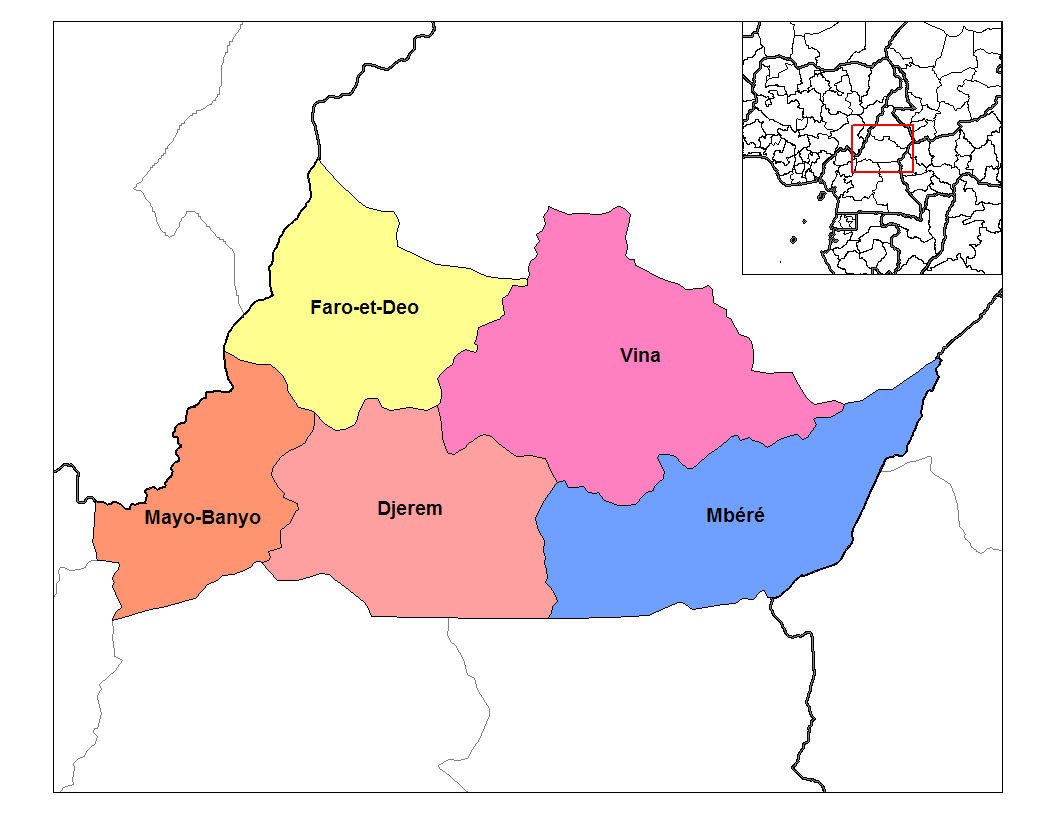
Dipartimenti della regione di Adamaoua

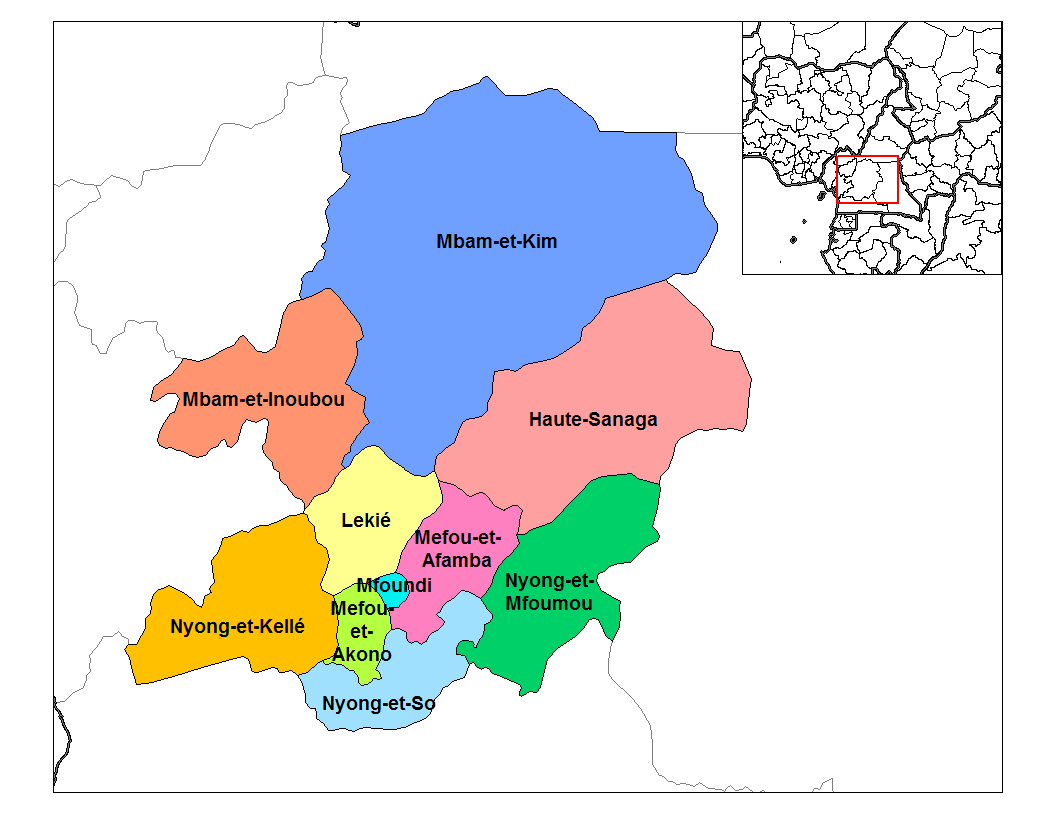
Dipartimenti della regione del Centro

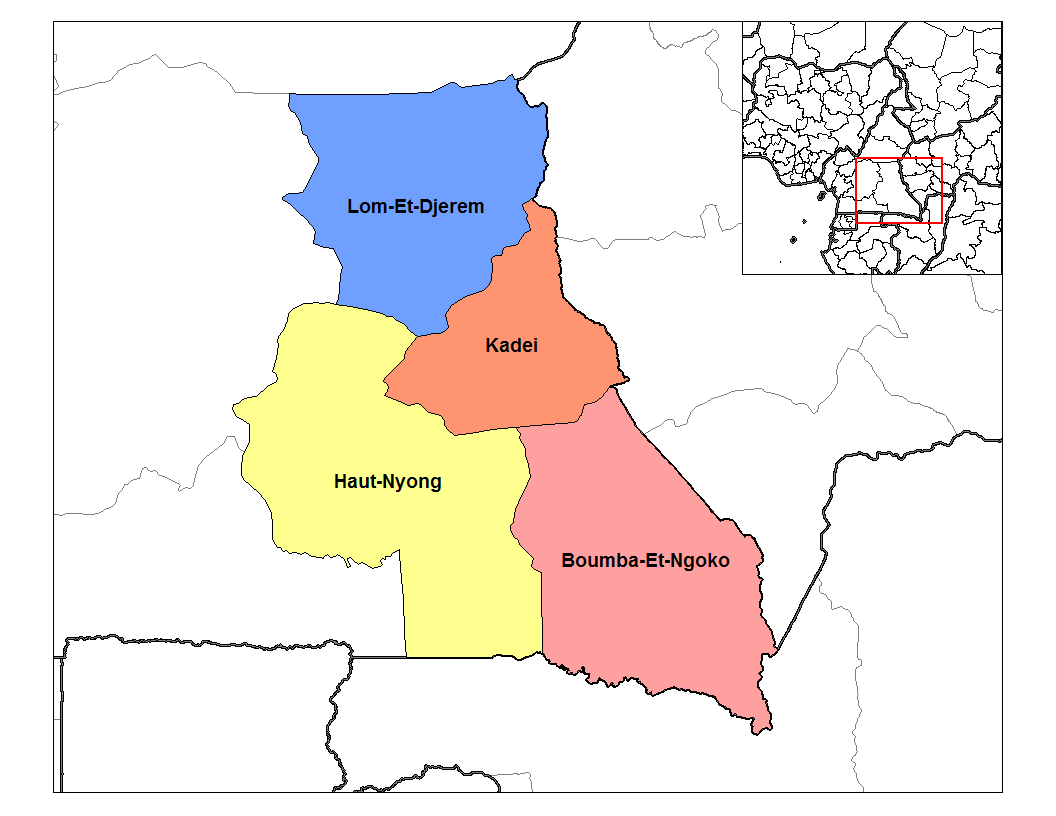
Dipartimenti della regione dell'Est

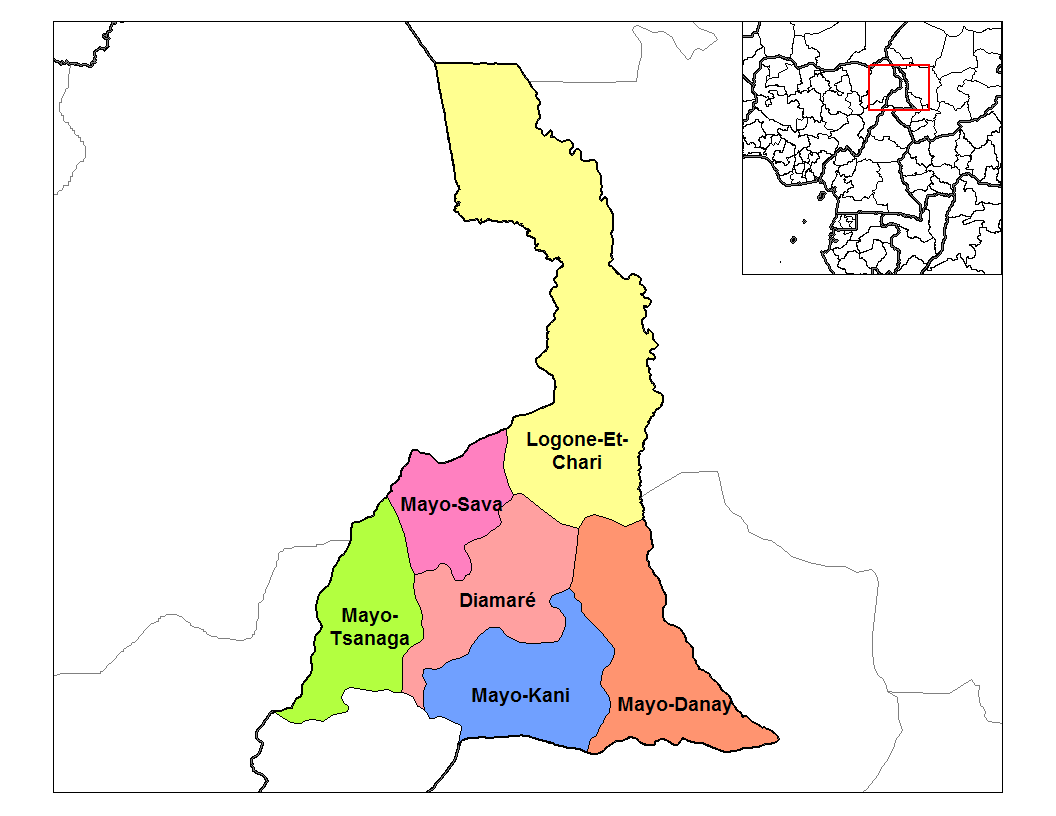
Dipartimenti della regione dell'Estremo Nord

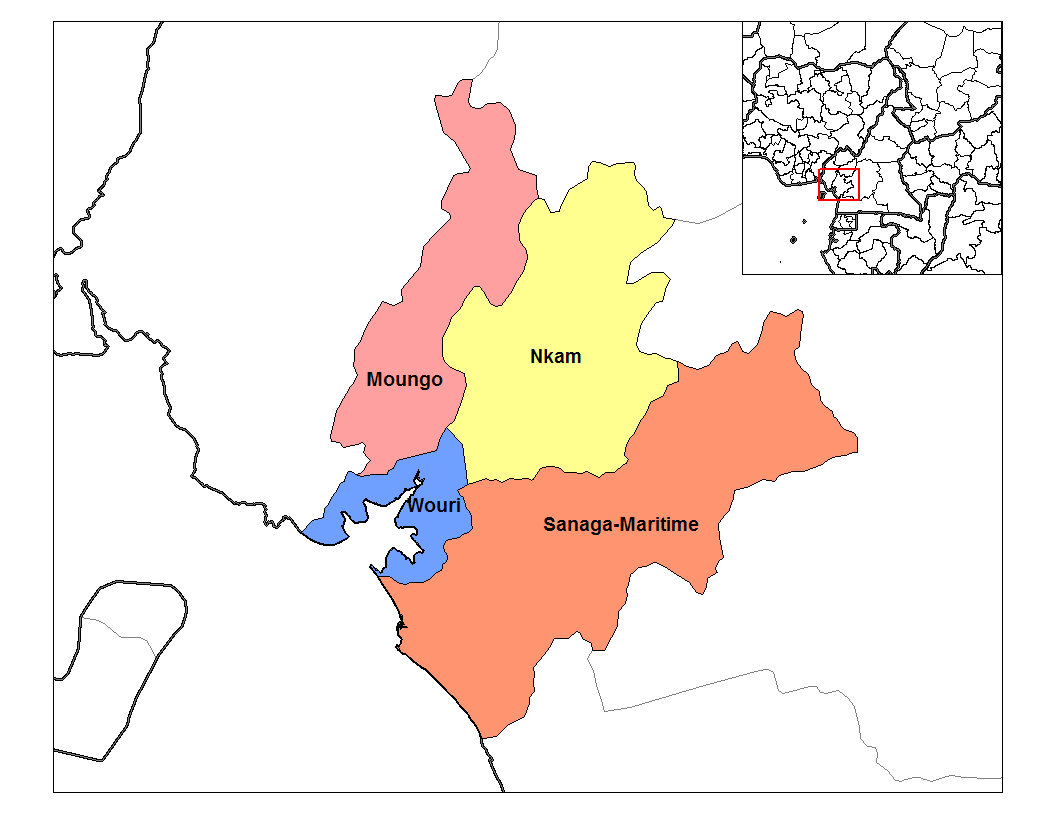
Dipartimenti della regione del Litorale

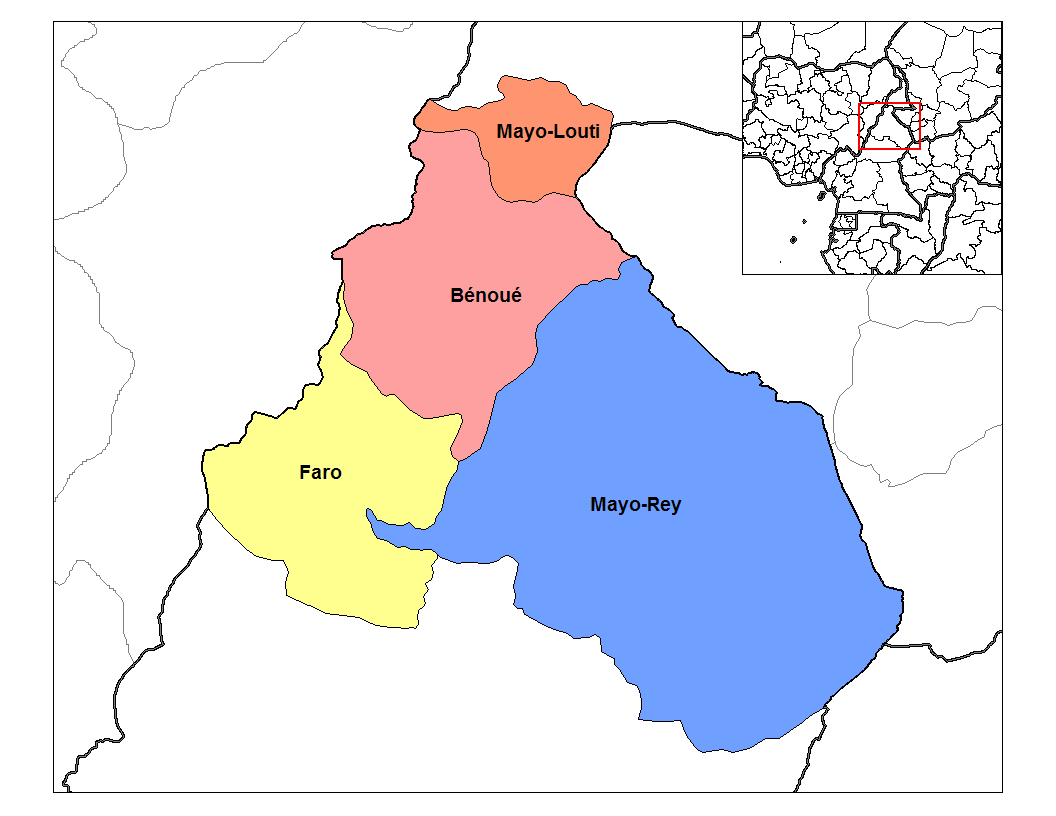
Dipartimenti della regione del Nord

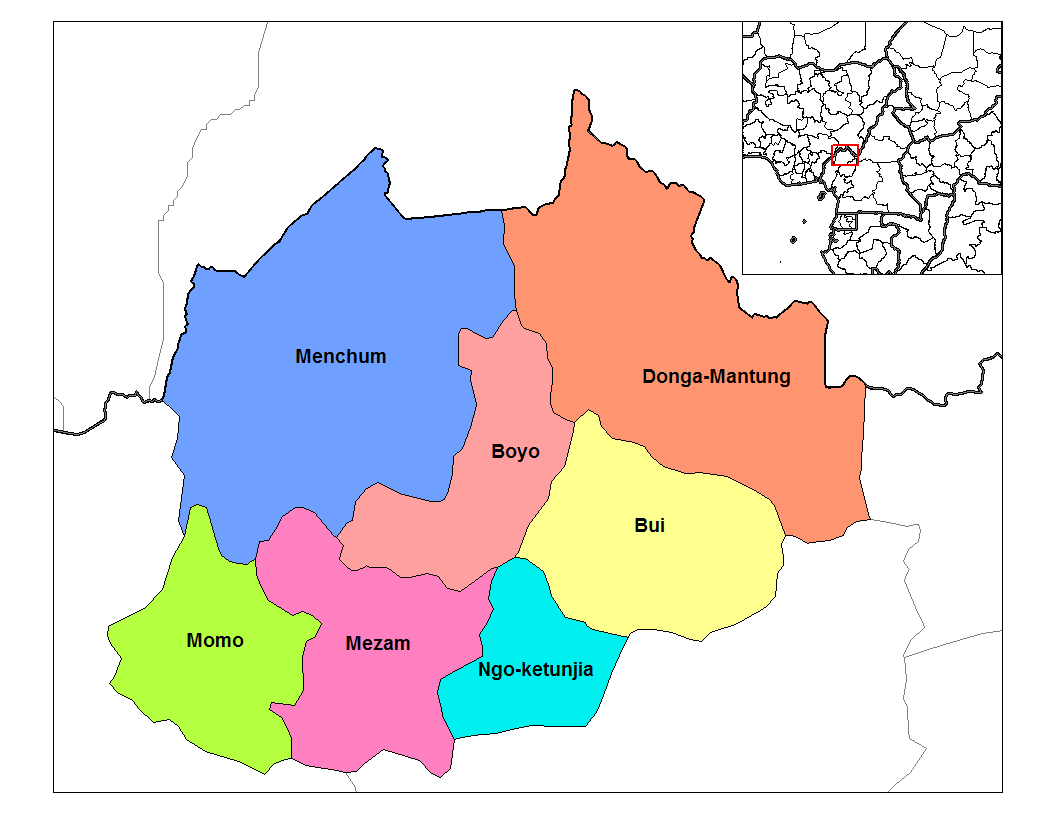
Dipartimenti della regione del Nordovest

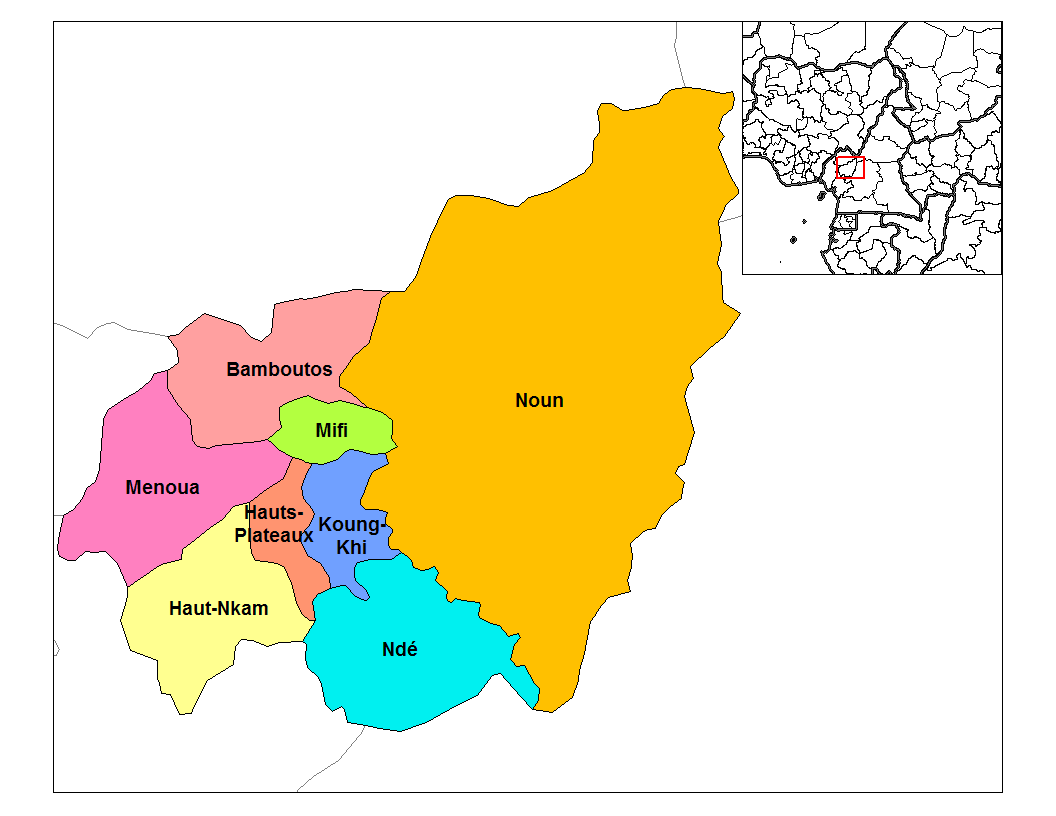
Dipartimenti della regione dell'Ovest

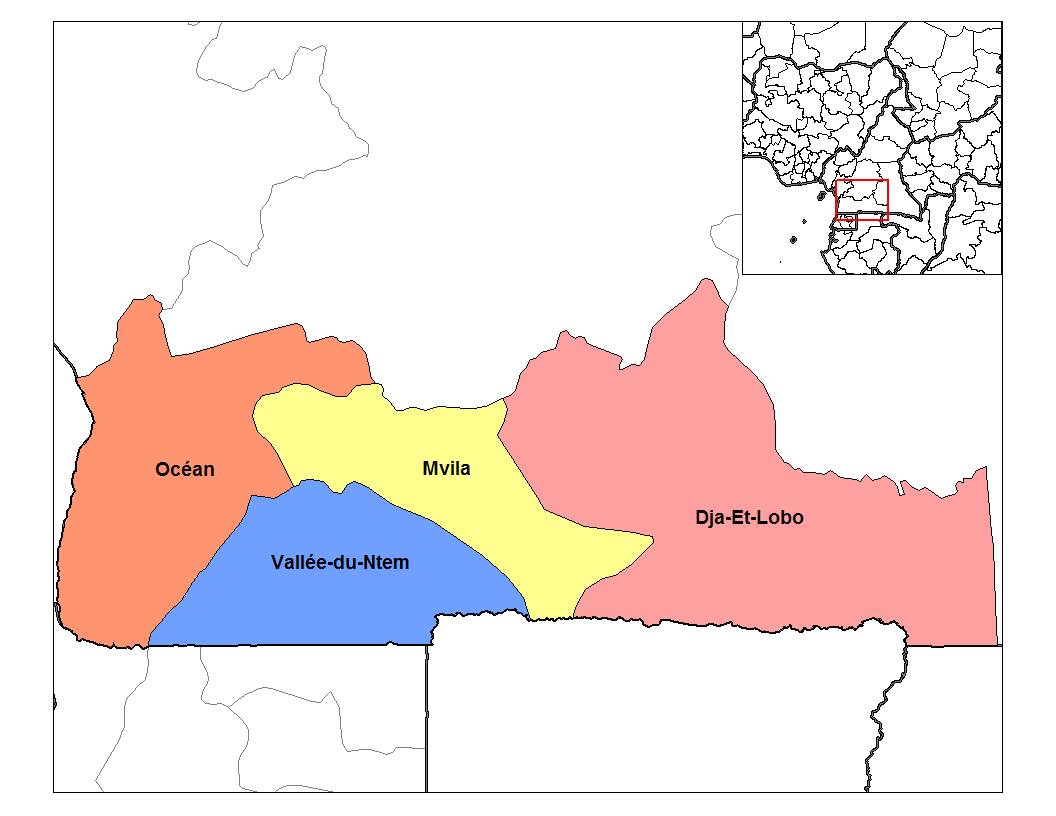
Dipartimenti della regione del Sud

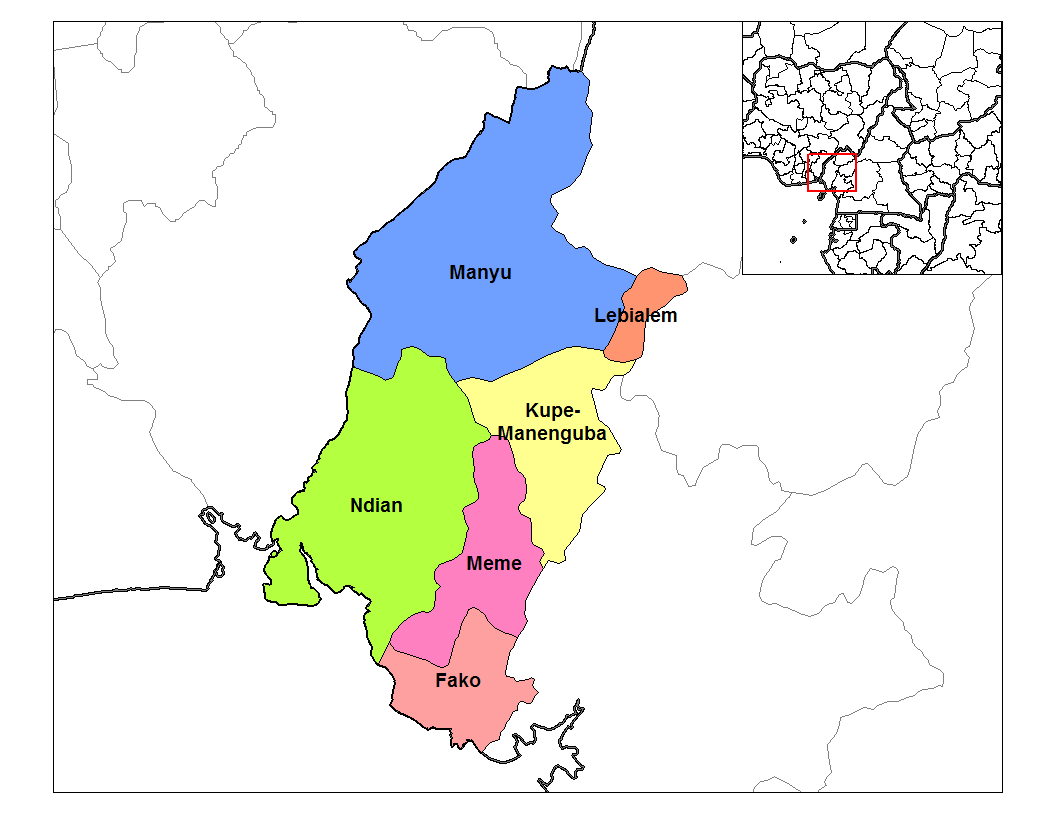
Dipartimenti della regione del Sudovest

Regione di Adamaoua 
| Dipartimento | Capoluogo  | Popolazione | Superficie |
| ------------ | ---------- | ----------- | ---------- |
| Djérem       | Tibati     | 89 382      | 13 283     |
| Faro-et-Déo  | Tignère    | 66 442      | 10 435     |
| Mayo-Banyo   | Banyo      | 134 902     | 8 520      |
| Mbéré        | Meiganga   | 185 473     | 14 267     |
| Vina         | Ngaoundéré | 247 427     | 17 196     |

 Regione del Centro 
| Dipartimento    | Capoluogo   | Popolazione | Superficie |
| --------------- | ----------- | ----------- | ---------- |
| Haute-Sanaga    | Nanga-Eboko | 115 305     | 11 854     |
| Lekié           | Monatélé    | 354 864     | 2 989      |
| Mbam e Inoubou  | Bafia       | 153 020     | 7 125      |
| Mbam e Kim      | Ntui        | 64 540      | 25 906     |
| Méfou e Afamba  | Mfou        | 89 805      | 3 358      |
| Méfou e Akono   | Ngoumou     | 57 051      | 1 329      |
| Mfoundi         | Yaoundé     | 1 248 236   | 297        |
| Nyong e Kéllé   | Eséka       | 145 181     | 6 362      |
| Nyong e Mfoumou | Akonolinga  | 130 321     | 6 172      |
| Nyong e So'o    | Mbalmayo    | 142 907     | 3 581      |

 Regione dell'Est 
| Dipartimento   | Capoluogo   | Popolazione | Superficie |
| -------------- | ----------- | ----------- | ---------- |
| Boumba e Ngoko | Yokadouma   | 116 702     | 30 389     |
| Haut-Nyong     | Abong-Mbang | 216 768     | 36 384     |
| Kadey          | Batouri     | 192 927     | 15 884     |
| Lom e Djérem   | Bertoua     | 228 691     | 26 345     |

 Regione dell'Estremo Nord 
| Dipartimento   | Capoluogo | Popolazione | Superficie |
| -------------- | --------- | ----------- | ---------- |
| Diamaré        | Maroua    | 566 921     | 4 665      |
| Logone e Chari | Kousséri  | 405 035     | 12 133     |
| Mayo-Danay     | Yagoua    | 522 782     | 5 303      |
| Mayo-Kani      | Kaélé     | 338 448     | 5 033      |
| Mayo-Sava      | Mora      | 313 413     | 2 736      |
| Mayo-Tsanaga   | Mokolo    | 574 864     | 4 393      |

 Regione del Litorale 
| Dipartimento    | Capoluogo  | Popolazione | Superficie |
| --------------- | ---------- | ----------- | ---------- |
| Moungo          | Nkongsamba | 452 722     | 3 723      |
| Nkam            | Yabassi    | 66 979      | 6 291      |
| Sanaga-Maritime | Édéa       | 167 661     | 9 311      |
| Wouri           | Douala     | 1 514 978   | 923        |

 Regione del Nord 
| Dipartimento | Capoluogo | Popolazione | Superficie |
| ------------ | --------- | ----------- | ---------- |
| Bénoué       | Garoua    | 568 793     | 13 614     |
| Faro         | Poli      | 81 472      | 11 785     |
| Mayo-Louti   | Guider    | 334 312     | 4 162      |
| Mayo-Rey     | Tcholliré | 242 441     | 36 529     |

 Regione del Nordovest 
| Dipartimento  | Capoluogo | Popolazione | Superficie |
| ------------- | --------- | ----------- | ---------- |
| Boyo          | Fundong   | 169 725     | 1 592      |
| Bui           | Kumbo     | 322 877     | 2 297      |
| Donga-Mantung | Nkambé    | 337 533     | 4 279      |
| Menchum       | Wum       | 157 173     | 4 469      |
| Mezam         | Bamenda   | 465 644     | 1 745      |
| Momo          | Mbengwi   | 213 402     | 1 792      |
| Ngo-Ketunjia  | Ndop      | 174 173     | 1 126      |

 Regione dell'Ovest 
| Dipartimento   | Capoluogo | Popolazione | Superficie |
| -------------- | --------- | ----------- | ---------- |
| Bamboutos      | Mbouda    | 318 848     | 1 173      |
| Haut-Nkam      | Bafang    | 203 251     | 958        |
| Hauts-Plateaux | Baham     | 117 008     | 415        |
| Koung-Khi      | Bandjoun  | 121 794     | 353        |
| Menoua         | Dschang   | 372 244     | 1 380      |
| Mifi           | Bafoussam | 290 758     | 402        |
| Ndé            | Bangangté | 123 661     | 1 524      |
| Noun           | Foumban   | 434 542     | 7 687      |

 Regione del Sud 
| Dipartimento   | Capoluogo  | Popolazione | Superficie |
| -------------- | ---------- | ----------- | ---------- |
| Dja e Lobo     | Sangmélima | 173 219     | 19 911     |
| Mvila          | Ebolowa    | 163 826     | 8 697      |
| Océan          | Kribi      | 133 062     | 11 280     |
| Vallée du Ntem | Ambam      | 64 747      | 7 303      |

 Regione del Sudovest 
| Dipartimento     | Capoluogo | Popolazione | Superficie |
| ---------------- | --------- | ----------- | ---------- |
| Fako             | Limbe     | 534 854     | 2 093      |
| Koupé-Manengouba | Bangem    | 123 011     | 3 404      |
| Lebialem         | Menji     | 144 560     | 617        |
| Manyu            | Mamfé     | 177 389     | 9 565      |
| Meme             | Kumba     | 300 318     | 3 105      |
| Ndian            | Mundemba  | 129 659     | 6 626      |